# Landschreiber-Wettbewerb

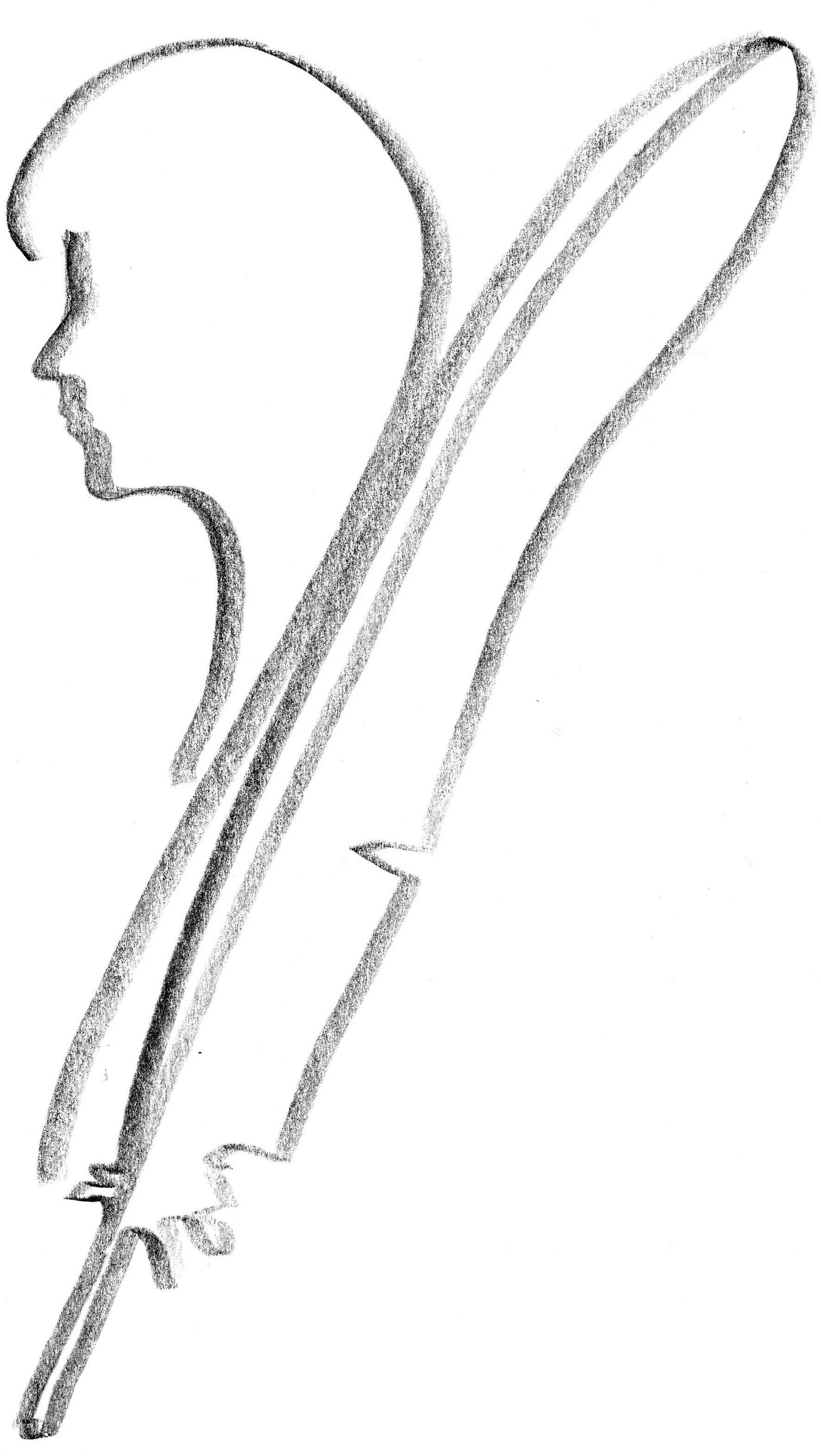
Logo Landschreiber-Wettbewerb

Der Landschreiber-Wettbewerb ist ein internationaler Sprach- und Literaturpreis, der in den deutschsprachigen Ländern Europas ausgeschrieben wird und mit einem Aufenthalt in einer Autorenresidenz an der Nordsee verbunden ist. Der Wettbewerb fand 2012 erstmals statt. Er wurde von dem Germanisten Klaus Siewert erdacht und eingerichtet. Schirmherrinnen des Wettbewerbs sind die gemeinnützige Internationale Gesellschaft für Sondersprachenforschung (IGS) und der Warft-Verein zur Förderung von Sprache, Kultur und Natur auf der Ostfriesischen Halbinsel.

## Ziel
Der Wettbewerb will zu Reflexion über Sprache und ihre literarische Transformation anregen. Reflexion und Transformation sind dabei auf ein zeitgenössisch relevantes Thema gerichtet (vgl. Abschnitt „Themen“). Der literarische Prozess soll Wesensmerkmale sowie Grenzen und Möglichkeiten von Sprache bewusst machen und eine daraus resultierende besondere literarische Kultur schaffen. Ein weiteres Anliegen des Wettbewerbs ist die Findung und Förderung junger, noch unbekannter Autoren.

## Themen
Das zentrale Thema des Wettbewerbs ist die deutsche Sprache als Metasprache und Objektsprache. Jahresthemen geben den Rahmen vor:
- 2012/2013: Mit Sprache über Sprache
- 2014: Sprache und Tarnung
- 2015: Sprache und Seins-Kategorien
- 2016: Sprache und Elemente
- 2017: Sprache und Mobilität
- 2018/2019: Sprache und Flucht
- 2019/2020: Sprache und Umwelt
- 2020/2021: Sprache und Politiker
- 2021/2022: Sprache und Einsamkeit
- 2023: Sprache und Sprachlosigkeit
- 2024: Sprache und Macht
- 2025: Sprache und Technik

## Sprache und Sparten
Die Texte sollen in deutscher Sprache verfasst werden. Sie können prosaisch oder lyrisch sein und mit dem Thema sprachspielerisch, sprachkritisch, satirisch, phantastisch, reflexiv oder deskriptiv umgehen. Die Wahl der sprachlichen Varietät ist frei: Der Text muss also nicht unbedingt standardsprachlich sein.
- Sparten Lyrik und Prosa
- Förderpreis für junge Autorinnen und Autoren (U 20)
- Förderpreis "Flucht & Migration". Der 2024 erstmals verliehene Sonderpreis des Landschreiber-Wettbewerbs richtet sich an alle, die eigene Erfahrungen mit Flucht und Migration gemacht haben. Mit der Auszeichnung verbindet sich das Ziel, persönliche Schicksale von Flüchtlingen und Migranten kennenzulernen, Integration und Inklusion zu fördern und gegenseitiges interkulturelles Verständnis zu verbessern.
- Bernd Hecktor-Preis für Mundart

## Der kleine Landschreiber „Mein Planet“
Der „Kleine Landschreiber“ wurde 2023 von Klaus Siewert ins Leben gerufen. Damit soll Kindern die Möglichkeit gegeben werden, auf einer sprachspielerischen Bühne ihrem Bedürfnis nach Kreativität, besonders ihrer Freude am Schreiben, Ausdruck zu verleihen. Zugleich sollen gemäß dem Wettbewerbs-Motto „Mein Planet“ die Sorgen der Kinder um ihre Umwelt, Natur und um die Zukunft der Erde wahrgenommen werden.

## Jury und Team Zukunft
Die Jury besteht aus Sprach- und Literaturwissenschaftlern sowie Autorinnen und Autoren. Sie ist international besetzt. Ihre Mitglieder kommen aus Deutschland, Österreich und der Schweiz. Das Team Zukunft des Landschreiber-Wettbewerbs kümmert sich um die künftige konzeptionelle, mediale und organisatorische Gestaltung des Wettbewerbs. Ihm gehören an: Gründer Klaus Siewert, 1. Gesandter Joshua Clausnitzer, Attachée Julia C. Reß sowie Rana Faizi (Integration, Flucht und Migration).

## Preisträger
- Sparten Lyrik und Prosa. Preisträger waren unter anderen:

Regina Schleheck, Jenny Schon, Tera, Jürgen Flenker, Gisa Kossel, Iris Welker-Sturm, Marita Bagdahn, Christine Schößler, Sonja Voß-Scharfenberg, Wilfried von Manstein, Pitt Büerken, Siri Kusch, Florian L. Arnold, Irene Reiser, Klaus-Dieter Regenbrecht, Marita Bagdahn, Britta Knuth, Michael Hüttenberger, Ursula Pickener, Silvia Friedrich, Hanna Rut Neidhardt, Dagmar Dusil, Michaela Piontek, Sabine Frambach, Carola Horstmann, Melanie Barbato, Almut Aue, Hermann Wallmann, Felix E. Buehrer, Wolfgang Dorner, Widmar Puhl, Wolfgang Fehse, Martina Sens, Karin Posth, Evelyn Langhans, Peter Winter, Marion Hartmann, Heidi Büttner, Gabriele Vogt, Simone Alber, Michael Helming, Helena Koch, Bella Bender, Britta Lübbers, Martine Betz, Anita Prugger, Patrick Schild, Dorothee Krämer, Sigune Schnabel, Christian Schwetz, Ale Leyler, Marie Menke, Manuel Schumann, Thorsten Pilz, Johanna Jorun Kalex, Margit Heumann, Tara Meister, Michael Lösel.
- Förderpreis für junge Autorinnen und Autoren. Preisträger:innen waren unter anderen:

Janina Michl (geb. 1992), Sigrid Jamnig (geb. 1988), Julia C. Ress (geb. 1985), Raphael Jacobs (geb. 1994), Leonard Schneider-Strehl (geb. 1996), Linnea Gehlert (geb. 2000), Noé Lana Opalka Ferreira (geb. 2005), Selina Brecht (geb. 2002), Joshua Clausnitzer (geb. 1994), Marisol Christen (geb. 2003), Dinah Ehnts (geb. 2005), Romy Seeland (geb. 2007), Josephin Jenner (geb. 2004), Melanie Lara Steuer (geb. 2004), Samuele Carella, Emil Trunk Ekanayaka, Piet Henry Köhler, Shafay Sheikh, Rana Faizi (geb. 2009 in Kabul), Jona Rogalski (geb. 2006), Lotte Bopp (2009), Lara Marie (geb. 2007), Judith Czipri (geb. 2010).
Förderpreis "Flucht & Migration" (ab 2024). Preisträger:innen:
Rana Faizi, geb. 2009 in Kabul.
- Sparte Mundart / Bernd Hecktor-Preis für Mundart. Preisträger waren unter anderen:

Brigitte Neidig, Jenny Schon, Felix Wyss, Bernd Hecktor, Katharina J. Ferner, Andreas Graf, Sonja Dohrmann, Hartmut Fillhardt, Elfriede Weber, Norbert Autenrieth, Marion Lenden-Boos, Uta Biehl, Anna Silber, Jürgen Pfeil.